# Egertal bei Neuhaus
Das Naturschutzgebiet Egertal bei Neuhaus liegt auf dem Gebiet der Stadt Hohenberg an der Eger im oberfränkischen Landkreis Wunsiedel im Fichtelgebirge in Bayern.
Das 263,45 Hektar große Gebiet mit der Nr. NSG-00346.01, das im Jahr 1941 unter Naturschutz gestellt wurde, erstreckt sich nördlich und nordwestlich von Neuhaus an der Eger, einem Gemeindeteil von Hohenberg an der Eger, entlang der Eger. Unweit südöstlich verläuft die Staatsstraße 2178, unweit nordwestlich die Bundesautobahn 93. Die Staatsgrenze zu Tschechien verläuft 1,3 Kilometer entfernt vom östlichen Rand des Gebietes.
Bei dem Naturschutzgebiet handelt es sich um einen Talabschnitt in Oberfranken von hervorragender landschaftlicher Schönheit.